# Plethobasus cyphyus
Plethobasus cyphyus är en musselart som först beskrevs av Rafinesque 1820.  Plethobasus cyphyus ingår i släktet Plethobasus och familjen målarmusslor. IUCN kategoriserar arten globalt som nära hotad. Inga underarter finns listade i Catalogue of Life.